# Козловка (Могилёвская область)
Козловка (бел. Казлоўка) — деревня в Мстиславском районе Могилёвской области Белоруссии. Входит в состав Копачевского сельсовета.

## География
Деревня находится в северо-восточной части Могилёвской области, в пределах Оршанско-Могилёвской равнины, на расстоянии примерно 11 километров (по прямой) к северо-западу от Мстиславля, административного центра района. Абсолютная высота — 200 метров над уровнем моря.

## История
В конце XVIII века деревня входила в состав Мстиславского воеводства Великого княжества Литовского.
Согласно «Списку населенных мест Могилёвской губернии» 1910 года издания населённый пункт входил в состав Шумякинского сельского общества Старосельской волости Мстиславского уезда Могилёвской губернии. Имелось 13 дворов и проживало 94 человека (51 мужчина и 43 женщины).
До 2013 года Козловка входила в состав ныне упразднённого Лютненского сельсовета.